# Stanisław Kosiakiewicz

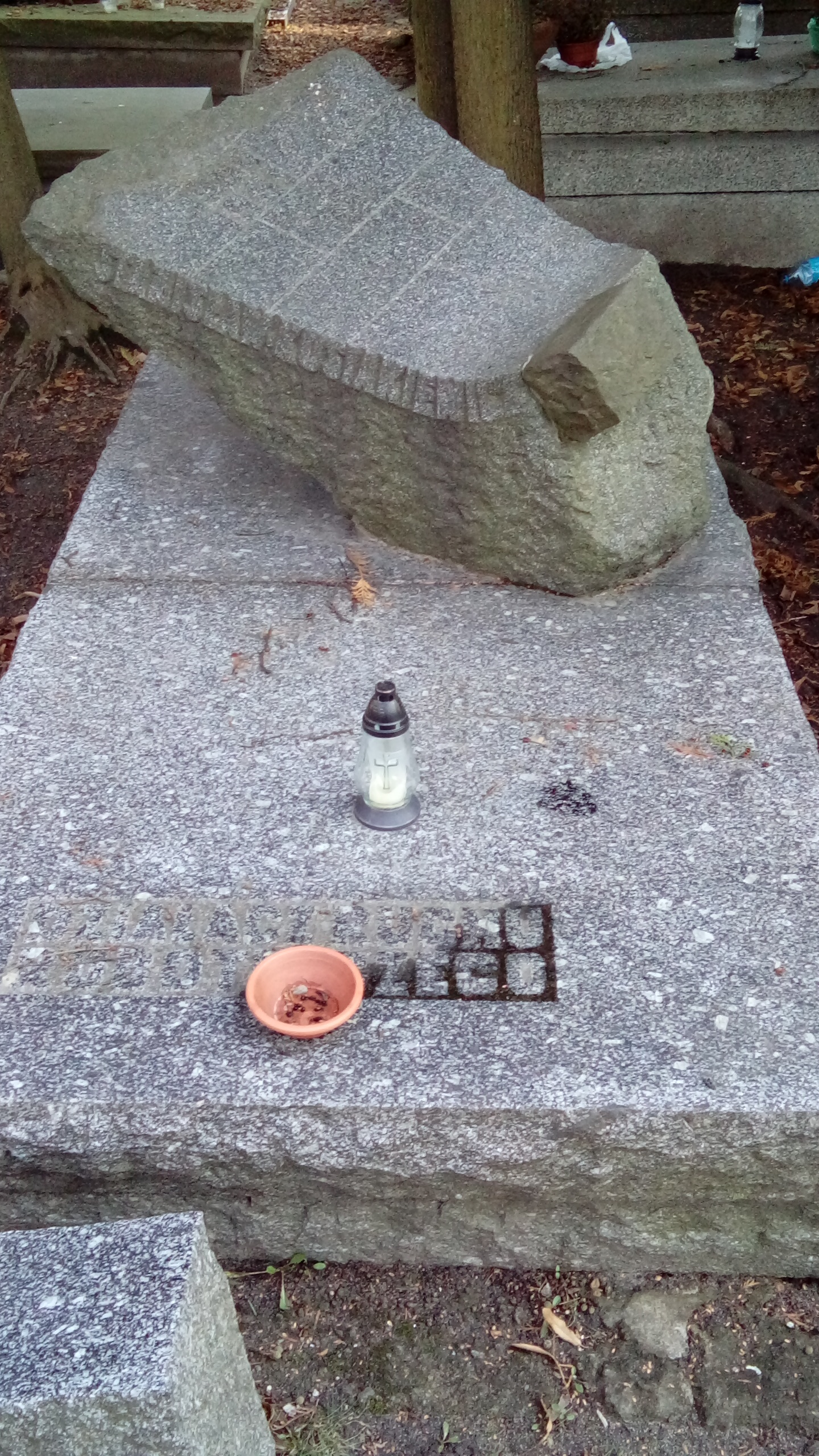
Grób Stanisława Kosiakiewicza na wojskowych Powązkach

Stanisław Kosiakiewicz ps. „Adam”, „Roman” (ur. 13 listopada 1900 w Warszawie, zm. 22 marca 1961 tamże) – działacz komunistyczny i związkowy.
Po ukończeniu w 1921 szkoły średniej był urzędnikiem i studiował polonistykę i filozofię na UW, działał w SWP. W latach 1924–1926 pracował w Powszechnym Zakładzie Ubezpieczeń Wzajemnych (PZUW), później odbywał służbę wojskową. Od 1929 działacz związkowy, m.in. Unii Związków Zawodowych Pracowników Umysłowych, w 1936 wstąpił do KPP, po rozwiązaniu której (1938) działał w Sekcji Młodych Klubu Demokratycznego, od 12 lutego 1939 członek władz tego klubu. Podczas okupacji członek ZWW, w lutym 1942 wstąpił do PPR, od marca 1942 w „trójce” wojskowej GL w Warszawie, kolejno magazynier i dowódca dzielnicy. W 1944 był oficerem informacji Sztabu Warszawskiego Okręgu AL, w lipcu 1944 został dowódcą VI Podokręgu AL (Powiśle), a podczas powstania włączony do warszawskiego dowództwa AL, po upadku powstania wywieziony na roboty do Niemiec, skąd wrócił w lipcu 1945. Od maja 1946 instruktor, później starszy instruktor Wydziału Organizacyjnego KC PPR/PZPR, w latach 1953–1956 kierownik katedry Budownictwa Partyjnego Centralnej Szkoły PZPR, od czerwca 1956 ponownie w Wydziale Organizacyjnym KC, od lipca 1958 zastępca kierownika Biura Spraw Kadrowych KC PZPR. W grudniu 1948 jako delegat brał udział w Zjeździe Zjednoczeniowym PPR i PPS, a w marcu 1959 w III Zjeździe PZPR. Był odznaczony m.in. Krzyżem Komandorskim Orderu Odrodzenia Polski i Krzyżem Srebrnym Orderu Virtuti Militari.
Pochowany na wojskowych Powązkach (kwat. A 25 TUJE 9).